# Joo Kang-eun
Joo Kang-eun (16 maart 1996) is een Zuid-Koreaans wielrenner die in 2015 en 2016 reed voor KSPO.

## Carrière
In 2016 wist Joo de eerste etappe in de Ronde van Thailand te winnen door in een sprint met een groep van zes renners Yasuharu Nakajima en Min Kyeong-ho achter zich te laten. Hierdoor kreeg Joo de eerste leiderstrui in ontvangst. Zijn leidende positie wist hij vier etappes met succes te verdedigen, totdat hij in de laatste etappe op achterstand binnenkwam en Benjamin Hill het eindklassement op zijn naam schreef.

## Overwinningen
2016
1e etappe Ronde van Thailand

## Ploegen
- 2015 –  KSPO
- 2016 –  KSPO